# Sierra Colorada
Sierra Colorada é uma cidade da Argentina, localizada na província de Rio Negro